# Sheldon (Teksas)
Sheldon – jednostka osadnicza w Stanach Zjednoczonych, w stanie Teksas, w hrabstwie Harris.